# Taboo (Buck-Tick-album)
A Taboo a Buck-Tick japán rockegyüttes negyedik nagylemeze, mely 1989-ben jelent meg. 2002-ben digitálisan újramaszterelték, majd 2007-ben ismét újramaszterelték. A lemez első helyen végzett az Oricon albumlistáján, 298 620 eladott példánnyal az első évben.
Első nagykiadós bemutatkozó kislemezük, a Just One More Kiss 1988 októberében látott napvilágot és az együttes első nagy sikerévé vált. Először szerepelhettek a népszerű Music Station zenei műsorban, ahol élőben előadták a dalt. A Victor egy reklámsorozatban is felhasználta a dalt, melyben a vállalat CDian Stereo CD-lejátszóját népszerűsítették „A szuper basszus akár a petárda”-szlogennel, ami szójáték az együttes nevével (a Buck-Tick japán kiejtése bakucsiku, ami petárdát jelent). Az év végén elnyerték a Japan Record Awards új eladó díját.

## Háttér
Az album felvételeihez Londonba utaztak 1988 szeptemberében. A lemez producere Owen Paul volt. Egy fellépésük is volt a Greyhound klubban, ahol a Der Zibet tagjai is megnézték a koncertet. London nagy hatással volt a Buck-Tick tagjaira, különösen Szakuraira, aki úgy érezte, a helyi zenei élet befogadóbb a sötétebb, komolyabb zene iránt. Ezzel az albummal az együttes egy komorabb, komolyabb hangvételű irányba fordult, amivel az akkori japán zenei színtér tagjainak éles kritikáját is kivívta, mivel akkoriban nem tartották nagyra a Buck-Ticket, alig tartották többre őket a popidoloknál.

## Dallista
Az összes dalszöveg szerzője Szakurai Acusi, kivéve, ahol külön jelezve van; az összes szám szerzője Imai Hiszasi, kivéve, ahol külön jelezve van.
| 1.    | Iconoclasm              | Imai Hiszasi |                 | 3:01 |
| 2.    | Tokyo                   |              |                 | 4:23 |
| 3.    | Sex for You             |              |                 | 4:14 |
| 4.    | Embryo                  |              |                 | 3:59 |
| 5.    | J                       | Imai Hiszasi |                 | 4:25 |
| 6.    | Feast of Demoralization | Yagami Toll  | Hosino Hidehiko | 4:18 |
| 7.    | Angelic Conversation    | Imai Hiszasi |                 | 5:41 |
| 8.    | Silent Night            |              |                 | 3:26 |
| 9.    | Taboo                   |              |                 | 3:59 |
| 10.   | Just One More Kiss      |              |                 | 5:03 |
| 42:41 |                         |              |                 |      |

| 11. | Just One More Kiss (élő felvétel, Climax Together koncert, 1992. szeptember 11.) | 5:12 |
| 12. | To-Search                                                                        | 5:01 |